# 国際反核法律家協会
国際反核法律家協会（こくさいはんかくほうりつかきょうかい、英語: International Association of Lawyers against Nuclear Arms, IALANA）は、核兵器廃絶、国際法の強化、国際紛争の平和的解決のための効果的な仕組みの開発に取り組む、法律家および法律家団体の国際非政府組織（国際NGO）である。
1988年にストックホルムで設立された。国際連合経済社会理事会との協議資格を有する。核兵器廃絶国際キャンペーン（ICAN)の国際提携組織の一つでもある。
日本、ニュージーランド、ドイツ、スイス、イタリア、ポーランド、カナダ、アメリカ合衆国、コスタリカに加盟団体がある。